# HBS Stadhouderslaan
De Tweede Gemeentelijke Hogereburgerschool in Den Haag of HBS Stadhouderslaan was een school voor middelbaar onderwijs in Den Haag, opgericht in 1901. Vanaf 1902 was de school gevestigd in het pand Stadhouderslaan 84, gelegen tegenover het Gemeentemuseum aan de Stadhouderslaan/hoek Cornelis de Wittlaan. Dat gebouw heet nu Residentie Johan de Witt.

## Geschiedenis
Tot 1933 was de school een hbs alleen voor jongens. In dat jaar werd het een gemengde school.
In 1934 verhuisde de school naar het adres Valeriusstraat 124. In het gebouw aan de Stadhouderslaan kwam in 1935 de HBS voor Meisjes.
In 1939 werd de school opgeheven.

## Bekende leerlingen
- Henri Baudet (1919-1998), historicus
- Rudi van Daalen Wetters
- Henri Léonard Barthélémi Dénis
- Cees Laseur
- Ad van der Steur
- George Uhlenbeck